# Burg Tatsuno
Die Burg Tatsuno (japanisch 龍野城, Tatsuno-jō) befindet sich in der Stadt Tatsuno in der Präfektur Hyōgo. In der Edo-Zeit residierten dort zuletzt die Wakizaka als mittelgroße Tozama-Daimyō von Tatsuno mit einem Einkommen von 53.000 Koku, namentlich zum Ende der Edo-Zeit: größere Teile der Landkreise Ittō und Issai und einige Dörfer aus dem Shikisai-gun (zusammen etwa das Gebiet der heutigen Städte Tatsuno, Taishi und ein westlicher Streifen von Himeji) in der Provinz Harima sowie Teile mehrerer Kreise der Provinz Mimasaka.

## Burgherren in der Edo-Zeit
- Ab 1617 ein Zweig der Honda mit 50.000 Koku,
- ab 1626 ein Zweig der Ogasawara mit 60.000 Koku,
- ab 1633 die Okabe mit 50.000 Koku,
- ab 1637 ein Zweig der Kyōgoku mit 60.000 Koku und
- ab 1672 die Wakizaka mit 53.000 Koku.

## Geschichte

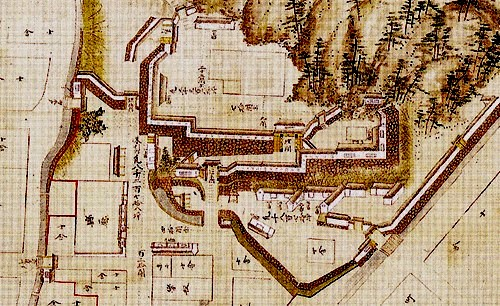
Plan der Burg

Die Burg Tatsuno soll von Akamatsu Murahide (赤松邨秀) im Jahr 1499 auf dem Berg Keirō (鶏籠山) angelegt worden sein. 1581 erhielt Toyotomi Hideyoshis Vasallen Hachisuka Masakatsu (蜂須賀正勝, 1526–1586), Kinoshita Katsutoshi (木下勝俊, 1569–1649) und Koide Yoshimasa (小出吉政, 1565–1613) die Burg, bis die großen Veränderungen nach der Schlacht von Sekigahara kamen. In dieser Zeit erhielt die Burg bereits ein neuzeitliches Aussehen.
Nach der Schlacht von Sekigahara wechselten zunächst die Burgherren in kurzen Abständen bis dann Wakizaka Yasumasa (脇坂安政, 1633–1694) Burgherr wurde. Er legte eine neue Burg am Fuße des Keirō an, mit Mauern, Gräben, mit Wachttürmen und einer Residenz, aber doch ein wenig bescheiden für einen mittelgroßen Daimyō mit 53.000 Koku Einnahmen.

## Die Anlage
Da der Platz beschränkt war, wurde die Nebenresidenz (上屋敷, Kamiyashiki) auf dem Hang über der Hauptresidenz angelegt. Das erhalten gebliebene Gebäude für die Teezeremonie, Jūentei (聚遠邸) genannt, erhielt der 9. Daimyō Wakizaka Yasuori (脇坂安宅; 1809–1874) von Kaiser Kōmei, der es für dessen großen Einsatz als Verwalter der Stadt Kioto hierher versetzen ließ.
1979 wurden der Tamamon-Wachturm (多門櫓), das Uzumi-Tor (埋門), ausgeführt als kleines zweistöckiges Tor (櫓門, Yaguramon), ein zweistöckiger Wachtturm und die Residenz als Nachbildung, und dazu Wälle und Gräben wiederhergestellt, so dass man einen guten Eindruck von der Burganlage erhält. Erhalten ist neben dem erwähnten Teehaus auch die dazugehörige Gartenanlage. – Die größten Teile des Burggeländes werden heute von öffentlichen Einrichtungen genutzt. Auch das Museum zur Geschichte der Stadt Tatsuno (たつの市立龍野歴史文化資料館, Tatsuno shiritsu Tatsuno rekishibunka shirōykan) befindet sich dort.

## Bilder

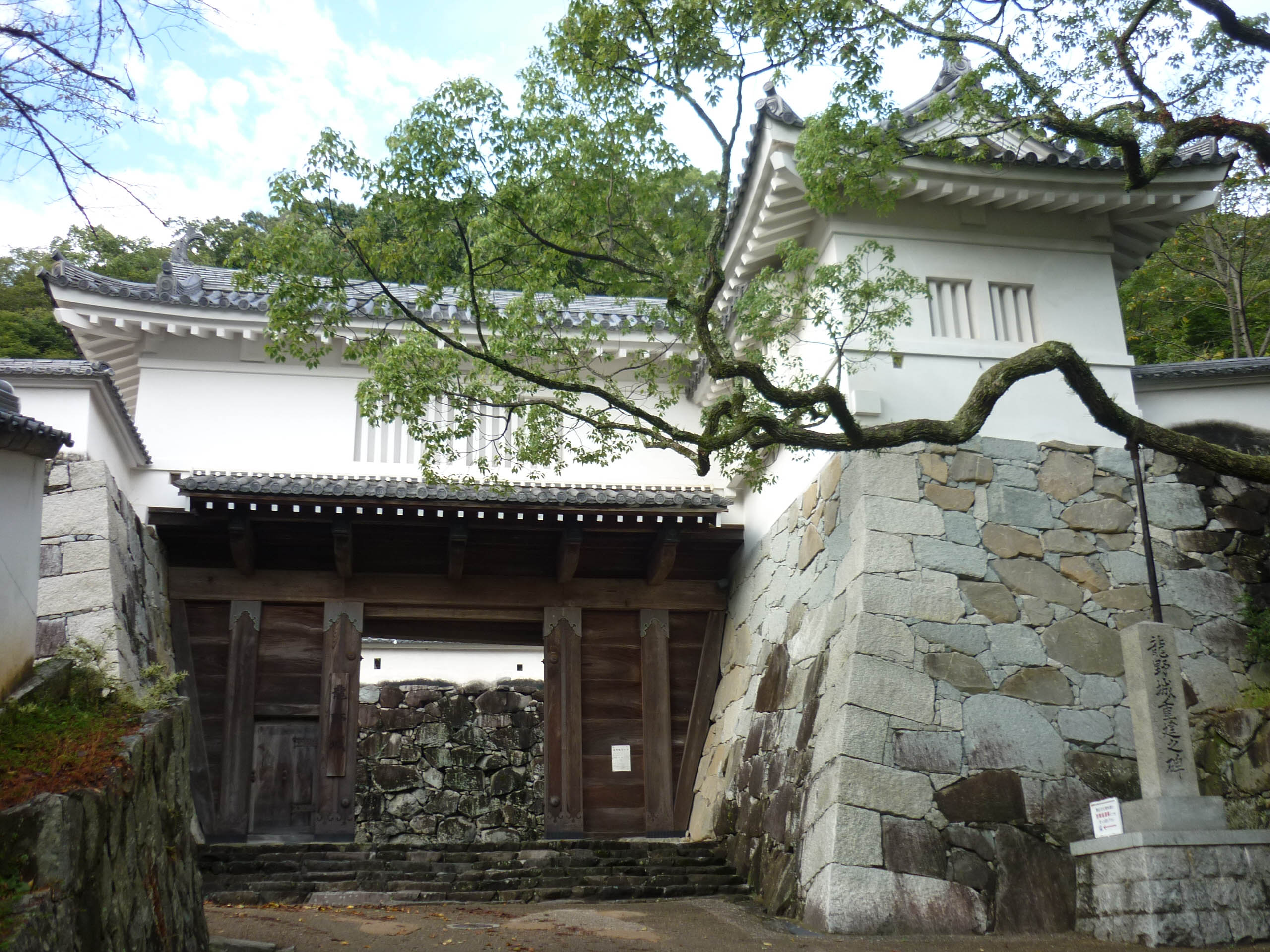
Uzumi-Tor
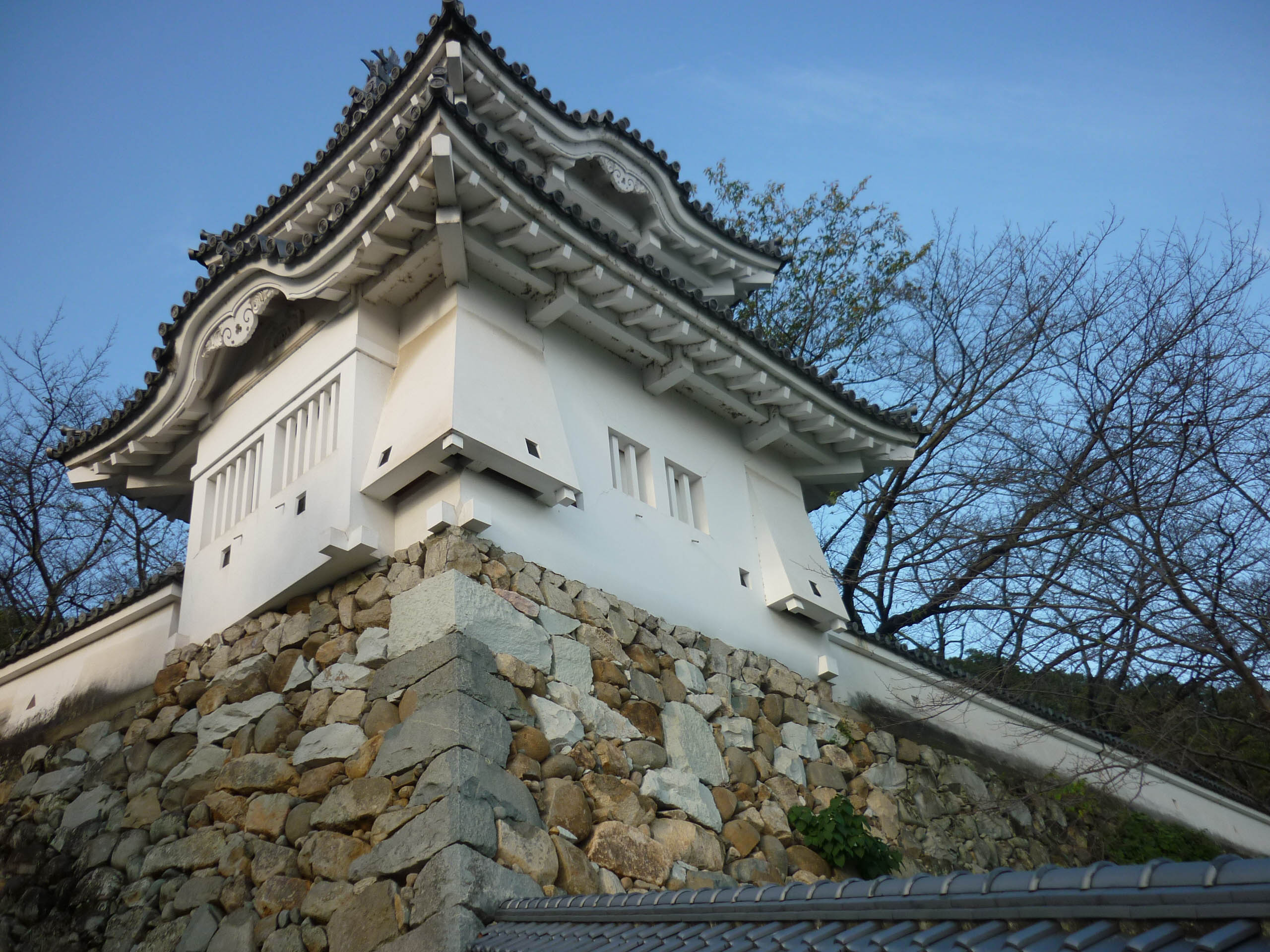
Eckturm
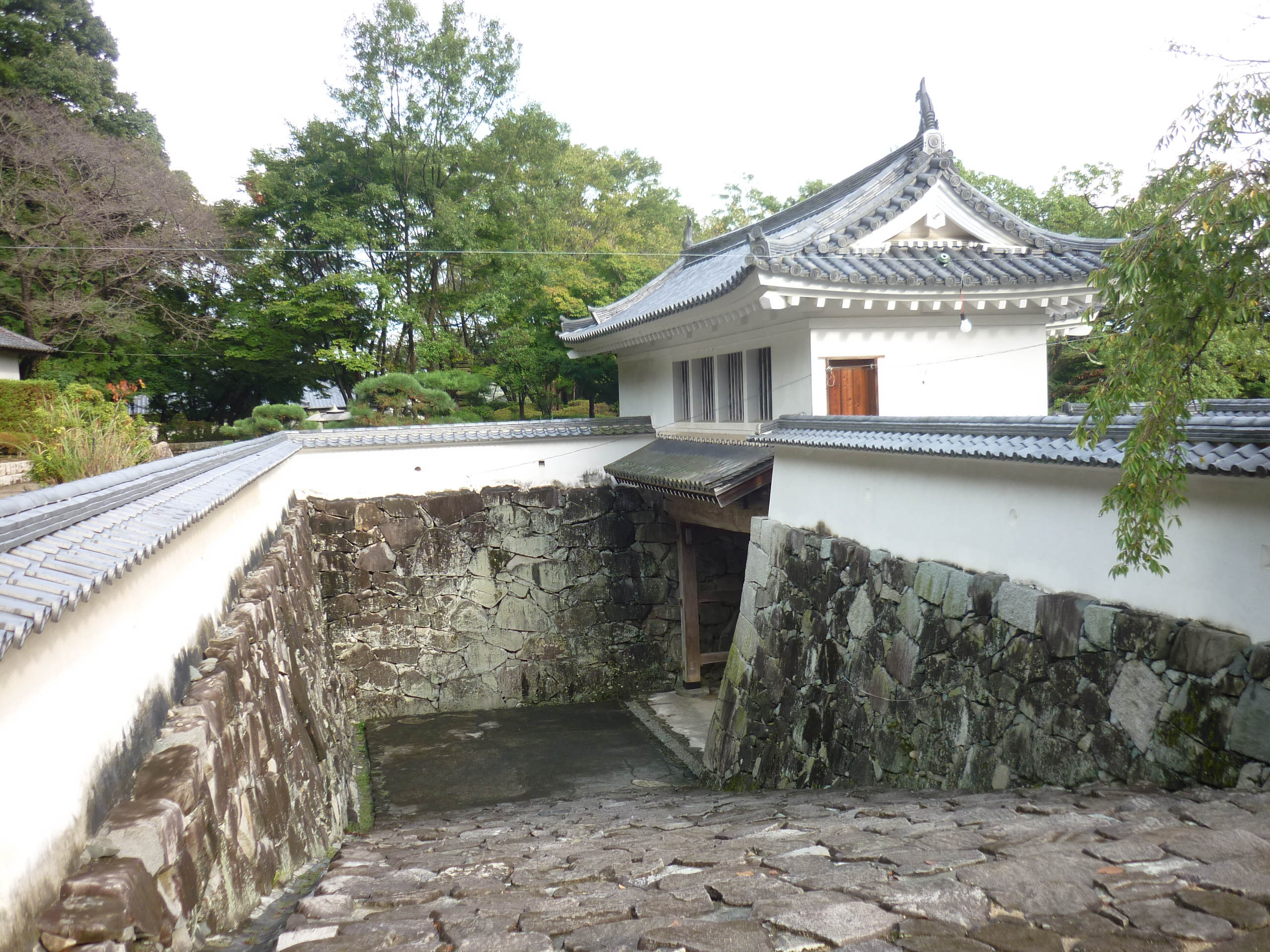
Eingangsbereich, innen
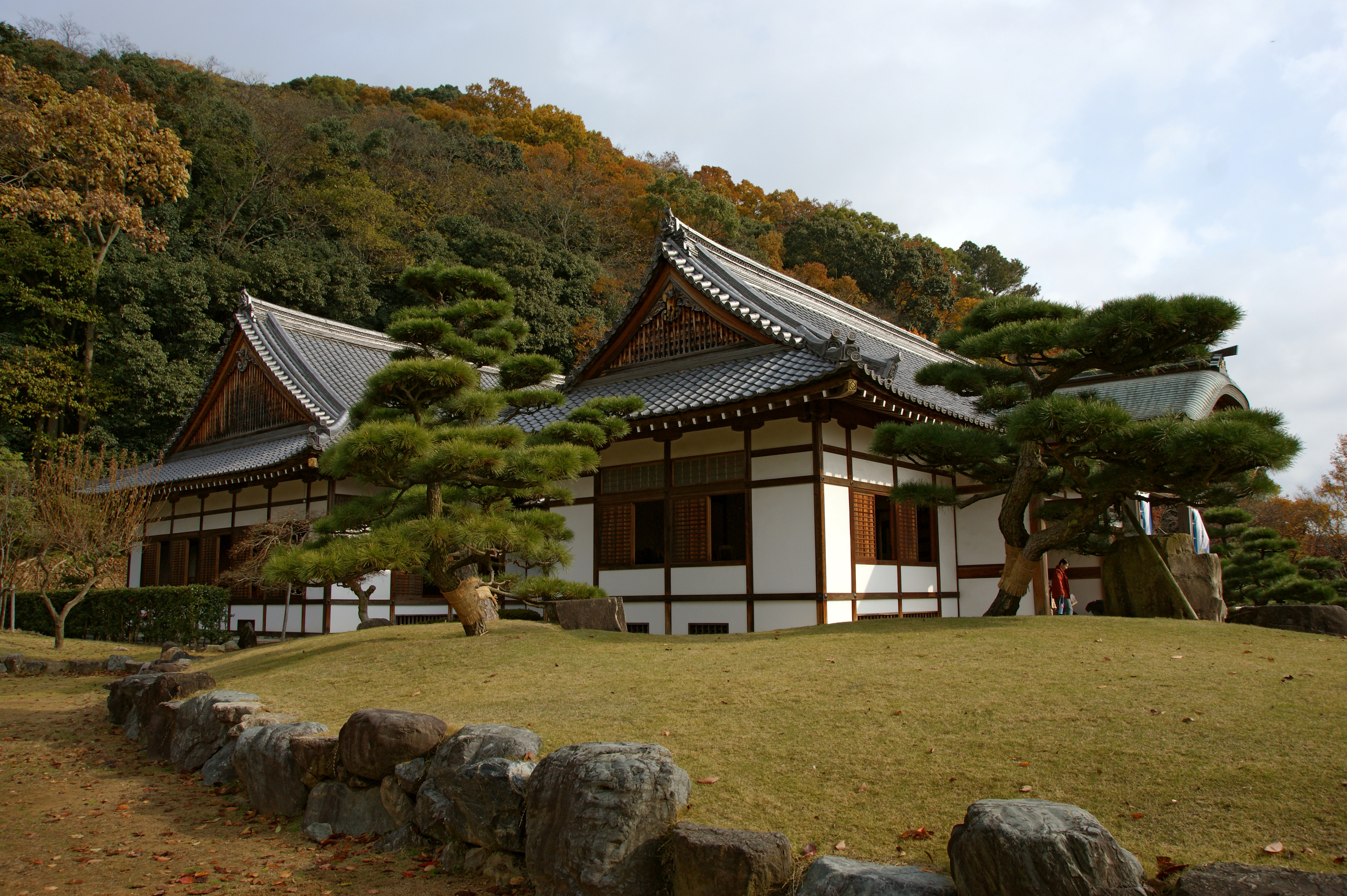
Wiederhergestellte Residenz
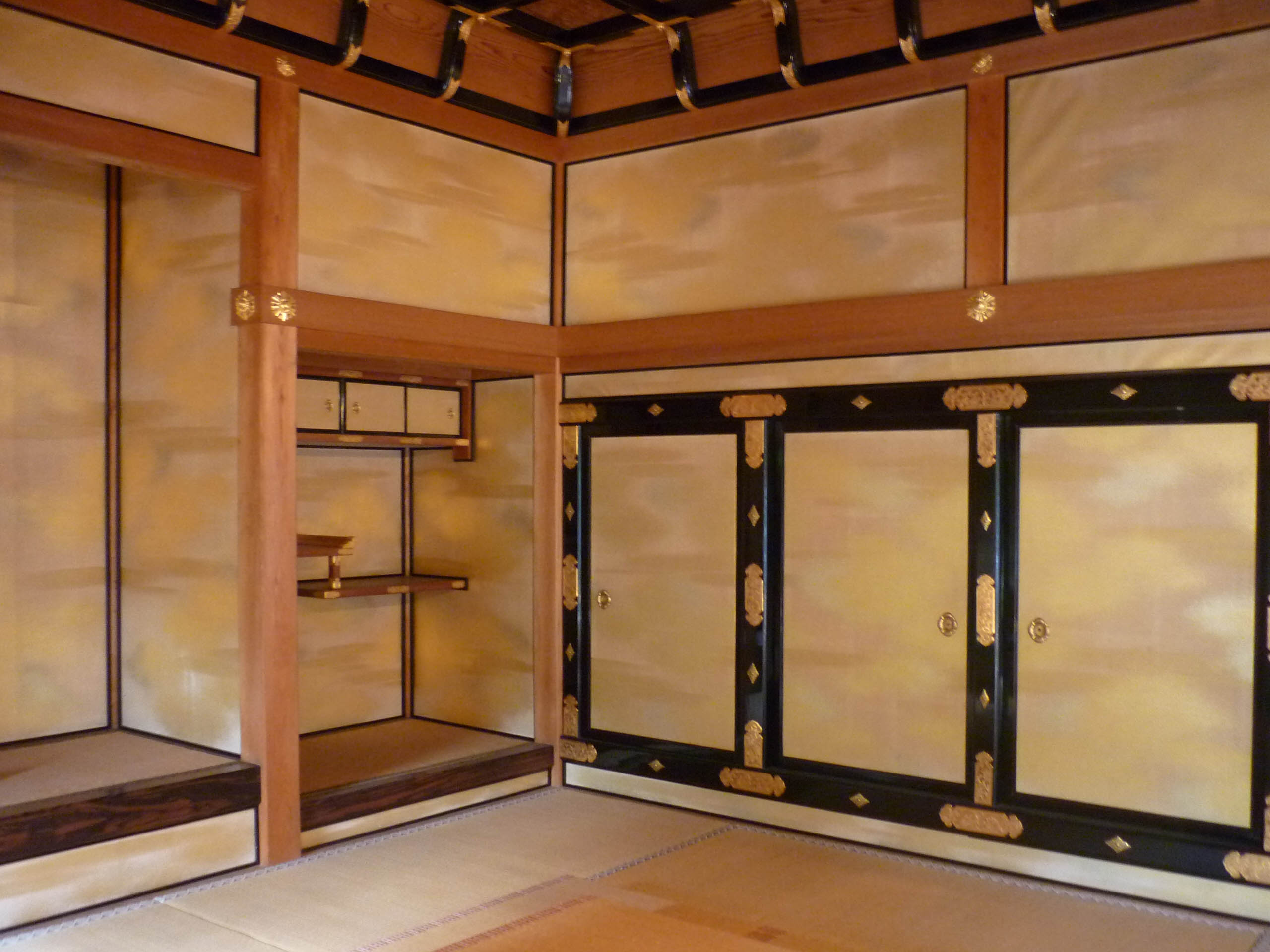
Residenz, innen
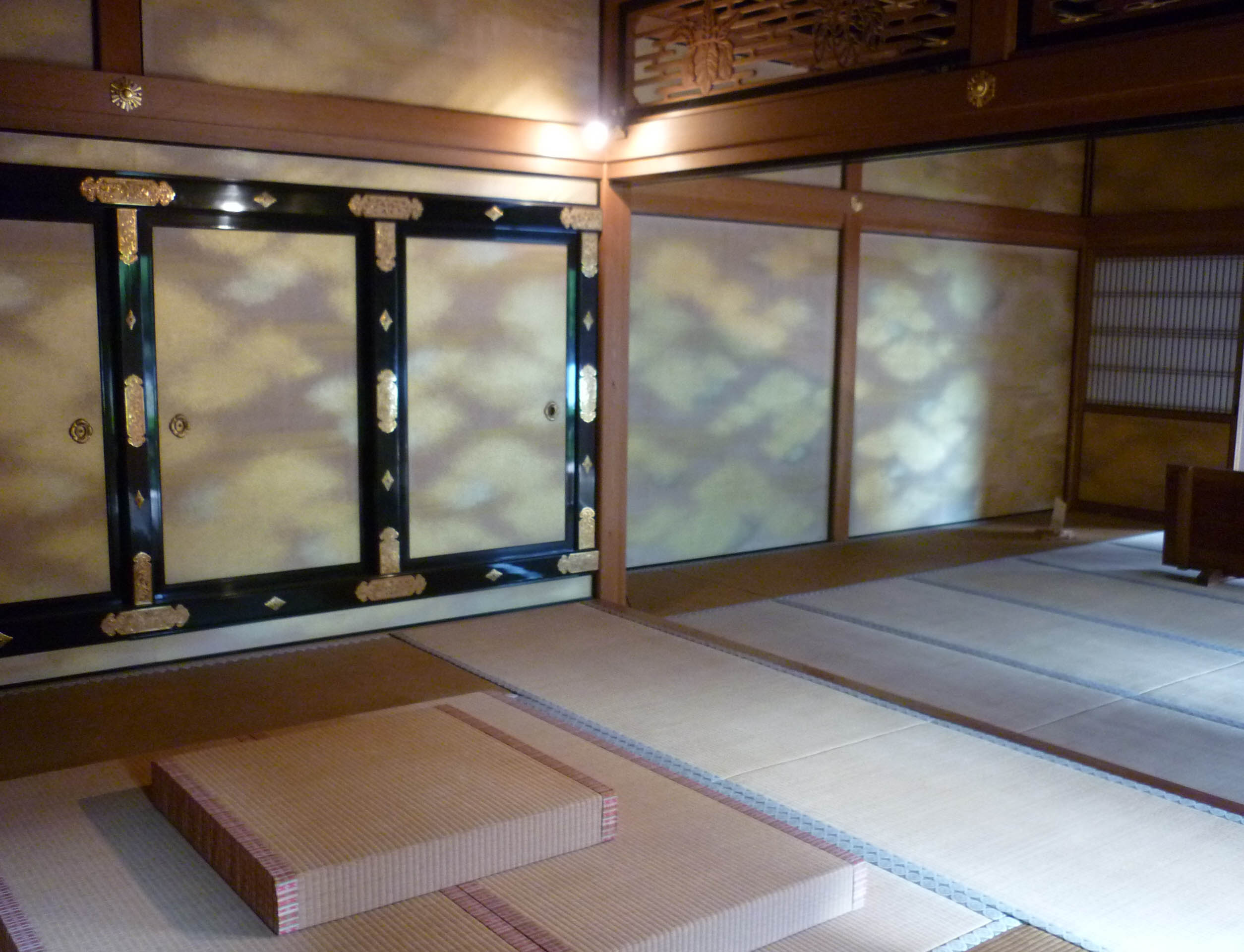
Residenz, innen
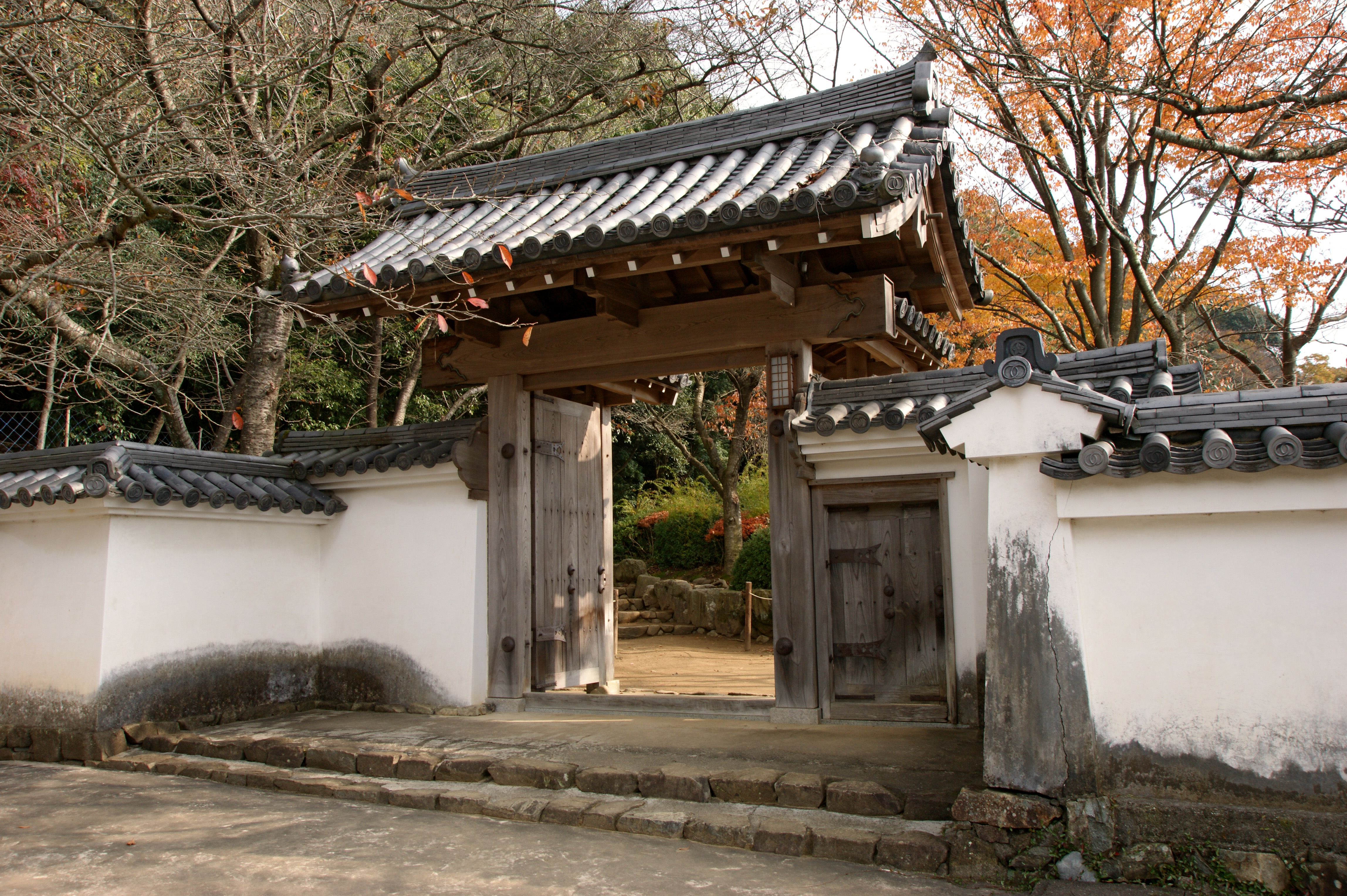
Seitentor
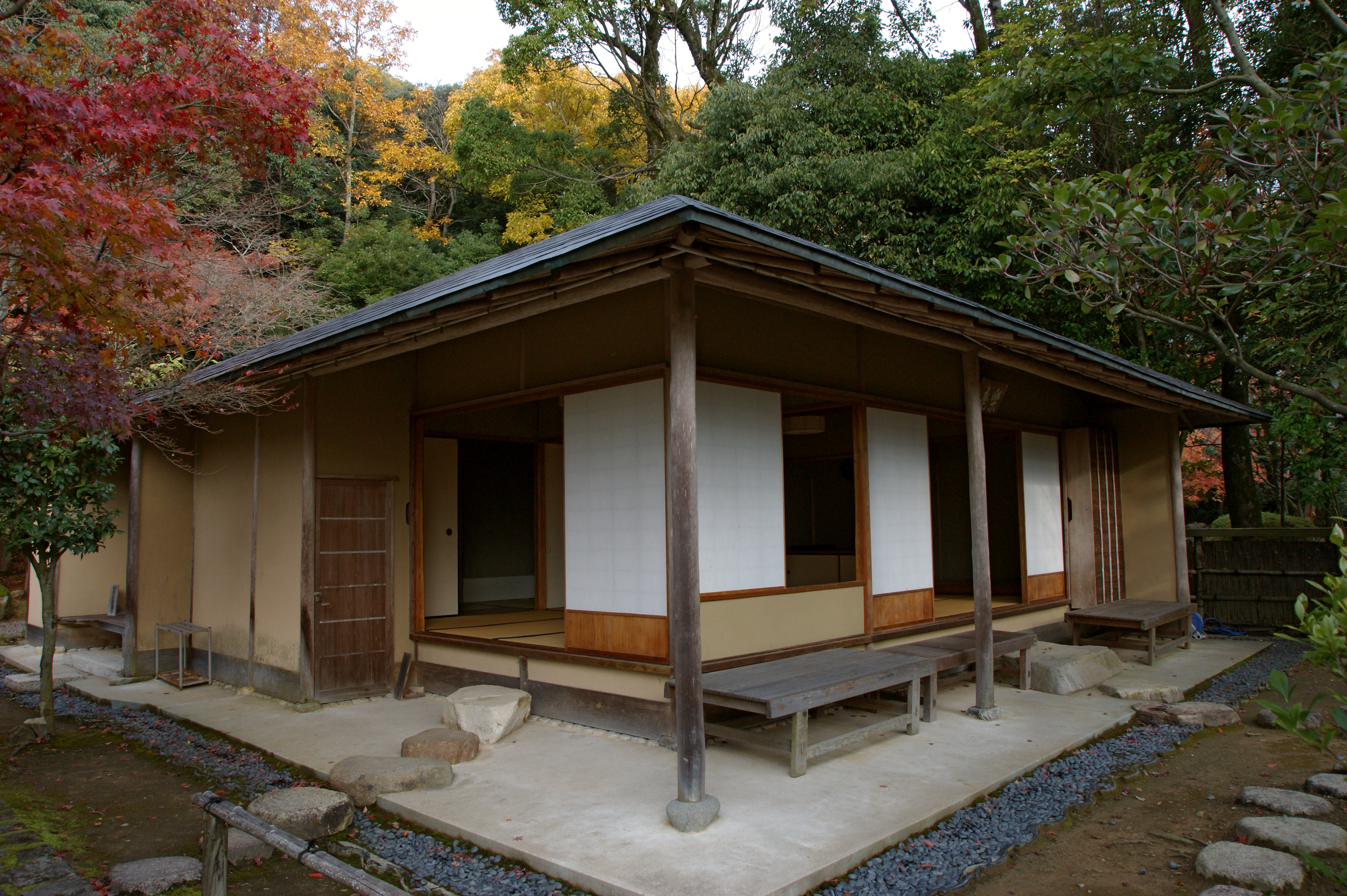
Teehaus